# Critics’ Choice Television Awards 2016 (Januar)

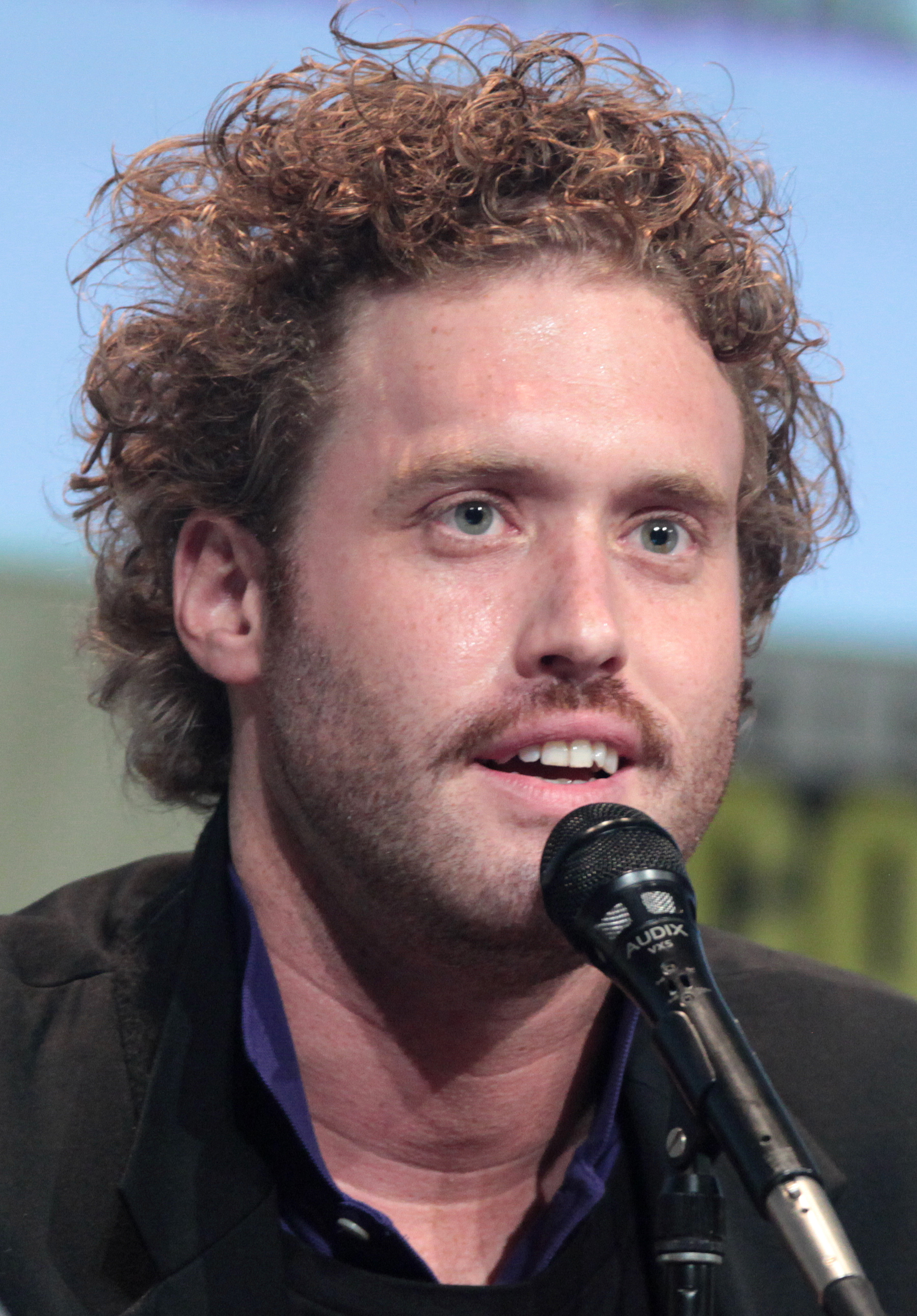
T. J. Miller, Moderator der Verleihung

Die 6. Verleihung der US-amerikanischen Critics’ Choice Television Awards, die jährlich von der Broadcast Television Journalists Association (BTJA) vergeben werden, fand am 17. Januar 2016 im Barker Hangar auf dem Santa Monica Municipal Airport im kalifornischen Santa Monica statt. Die Nominierungen wurden am 14. Dezember 2015 bekanntgegeben. Berücksichtigt wurden Programme, die im Zeitraum vom 1. Juni 2015 bis zum 31. Dezember 2015 in der Hauptsendezeit ausgestrahlt worden sind. Die Verleihung wurde vom Komiker und Schauspieler T. J. Miller moderiert und live von den US-Kabelsendern A&E und Lifetime ausgestrahlt.
Die zuvor eigenständige Verleihung des Fernsehpreises (ab 2011) wurde mit der des Filmpreises (ab 1996) zu einer einzigen Preisverleihung zusammengelegt. Es wurden alle Kategorien der beiden Preise weitergeführt. Die Kategorie Vielversprechendste neue Serie wurde Anfang September 2016 separat vergeben.

## Gewinner und Nominierte
| Serie/Film            | N | A |
| --------------------- | - | - |
| Fargo                 | 8 | 4 |
| The Leftovers         | 6 | 1 |
| Transparent           | 6 | 1 |
| The Wiz Live!         | 5 | 0 |
| Mr. Robot             | 4 | 3 |
| Black-ish             | 4 | 0 |
| Penny Dreadful        | 4 | 0 |
| Luther                | 3 | 1 |
| UnREAL                | 3 | 1 |
| American Horror Story | 3 | 0 |
| Empire                | 3 | 0 |
| Jane the Virgin       | 3 | 0 |
| Rectify               | 3 | 0 |
| Saints & Strangers    | 3 | 0 |
| Show Me a Hero        | 3 | 0 |
| The Knick             | 3 | 0 |
| You’re the Worst      | 3 | 0 |

### Sparte Comedy

#### Beste Comedyserie
Master of None
Black-ish
Catastrophe
Jane the Virgin
The Last Man on Earth
Transparent
You’re the Worst

#### Bester Hauptdarsteller in einer Comedyserie
Jeffrey Tambor – Transparent
Anthony Anderson – Black-ish
Aziz Ansari – Master of None
Will Forte – The Last Man on Earth
Randall Park – Fresh Off the Boat
Fred Savage – The Grinder – Immer im Recht (The Grinder)

#### Beste Hauptdarstellerin in einer Comedyserie
Rachel Bloom – Crazy Ex-Girlfriend
Aya Cash – You’re the Worst
Wendi McLendon-Covey – Die Goldbergs (The Goldbergs)
Gina Rodriguez – Jane the Virgin
Tracee Ellis Ross – Black-ish
Constance Wu – Fresh Off the Boat

#### Bester Nebendarsteller in einer Comedyserie
Andre Braugher – Brooklyn Nine-Nine
Jaime Camil – Jane the Virgin
Jay Duplass – Transparent
Neil Flynn – The Middle
Keegan-Michael Key – Playing House
Mel Rodriguez – Getting On – Fiese alte Knochen (Getting On)

#### Beste Nebendarstellerin in einer Comedyserie
Mayim Bialik – The Big Bang Theory
Kether Donohue – You’re the Worst
Allison Janney – Mom
Judith Light – Transparent
Niecy Nash – Getting On – Fiese alte Knochen (Getting On)
Eden Sher – The Middle

#### Beste Gastrolle in einer Comedyserie
Timothy Olyphant – The Grinder – Immer im Recht (The Grinder)
Ellen Burstyn – Mom
Anjelica Huston – Transparent
Cherry Jones – Transparent
Jenifer Lewis – Black-ish
John Slattery – Wet Hot American Summer: First Day of Camp

### Sparte Drama

#### Beste Dramaserie
Mr. Robot
Empire
Penny Dreadful
Rectify
The Knick
The Leftovers
UnREAL

#### Bester Hauptdarsteller in einer Dramaserie
Rami Malek – Mr. Robot
Hugh Dancy – Hannibal
Clive Owen – The Knick
Liev Schreiber – Ray Donovan
Justin Theroux – The Leftovers
Aden Young – Rectify

#### Beste Hauptdarstellerin in einer Dramaserie
Carrie Coon – The Leftovers
Shiri Appleby – UnREAL
Viola Davis – How to Get Away with Murder
Eva Green – Penny Dreadful
Taraji P. Henson – Empire
Krysten Ritter – Marvel’s Jessica Jones

#### Bester Nebendarsteller in einer Dramaserie
Christian Slater – Mr. Robot
Clayne Crawford – Rectify
Christopher Eccleston – The Leftovers
André Holland – The Knick
Jonathan Jackson – Nashville
Rufus Sewell – The Man in the High Castle

#### Beste Nebendarstellerin in einer Dramaserie
Constance Zimmer – UnREAL
Ann Dowd – The Leftovers
Regina King – The Leftovers
Helen McCrory – Penny Dreadful
Hayden Panettiere – Nashville
Maura Tierney – The Affair

#### Beste Gastrolle in einer Dramaserie
Margo Martindale – Good Wife (The Good Wife)
Richard Armitage – Hannibal
Justin Kirk – Manhattan
Patti LuPone – Penny Dreadful
Marisa Tomei – Empire
Bradley Darryl Wong – Mr. Robot

### Sparte Fernsehfilm bzw. Miniserie

#### Bester Fernsehfilm oder beste Miniserie
Fargo
Childhood’s End
Luther
Saints & Strangers
Show Me a Hero
The Wiz Live!

#### Bester Hauptdarsteller in einem Fernsehfilm oder einer Miniserie
Idris Elba – Luther
Wes Bentley – American Horror Story (American Horror Story: Hotel)
Martin Clunes – Arthur & George
Oscar Isaac – Show Me a Hero
Vincent Kartheiser – Saints & Strangers
Patrick Wilson – Fargo

#### Beste Hauptdarstellerin in einem Fernsehfilm oder einer Miniserie
Kirsten Dunst – Fargo
Kathy Bates – American Horror Story (American Horror Story: Hotel)
Sarah Hay – Flesh and Bone
Alyvia Alyn Lind – Dolly Parton’s Coat of Many Colors
Rachel McAdams – True Detective
Shanice Williams – The Wiz Live!

#### Bester Nebendarsteller in einem Fernsehfilm oder einer Miniserie
Jesse Plemons – Fargo
David Alan Grier – The Wiz Live!
Ne-Yo – The Wiz Live!
Nick Offerman – Fargo
Raoul Trujillo – Saints & Strangers
Bokeem Woodbine – Fargo

#### Beste Nebendarstellerin in einem Fernsehfilm oder einer Miniserie
Jean Smart – Fargo
Mary J. Blige – The Wiz Live!
Laura Haddock – Luther
Cristin Milioti – Fargo
Sarah Paulson – American Horror Story (American Horror Story: Hotel)
Winona Ryder – Show Me a Hero

### Sparte Reality-TV

#### Beste Realityshow – Wettbewerb
The Voice
The Amazing Race
Chopped
Face Off
Survivor
MasterChef Junior

#### Bester Moderator einer Realityshow
James Lipton – Ungeschminkt (Inside the Actors Studio)
Ted Allen – Chopped
Phil Keoghan – The Amazing Race
Jane Lynch – Hollywood Game Night
Jeff Probst – Survivor
Gordon Ramsay – Hell’s Kitchen

### Weitere Kategorien

#### Beste Zeichentrickserie
BoJack Horseman
Bob’s Burgers
Die Simpsons (The Simpsons)
South Park
Star Wars Rebels

#### Beste Talkshow
Last Week Tonight with John Oliver
Jimmy Kimmel Live!
The Daily Show with Jon Stewart
The Late Late Show with James Corden
The Tonight Show Starring Jimmy Fallon

#### Vielversprechendste neue Serie
Es wurden alle folgenden Serien ausgezeichnet:
- Atlanta
- Better Things
- Designated Survivor
- The Good Place
- One Mississippi
- Pitch
- This Is Us – Das ist Leben (This Is Us)
- Westworld